# Paratriacanthodes abei
Paratriacanthodes abei är en fiskart som beskrevs av Tyler 1997. Paratriacanthodes abei ingår i släktet Paratriacanthodes och familjen Triacanthodidae. Inga underarter finns listade i Catalogue of Life.